# Фураж

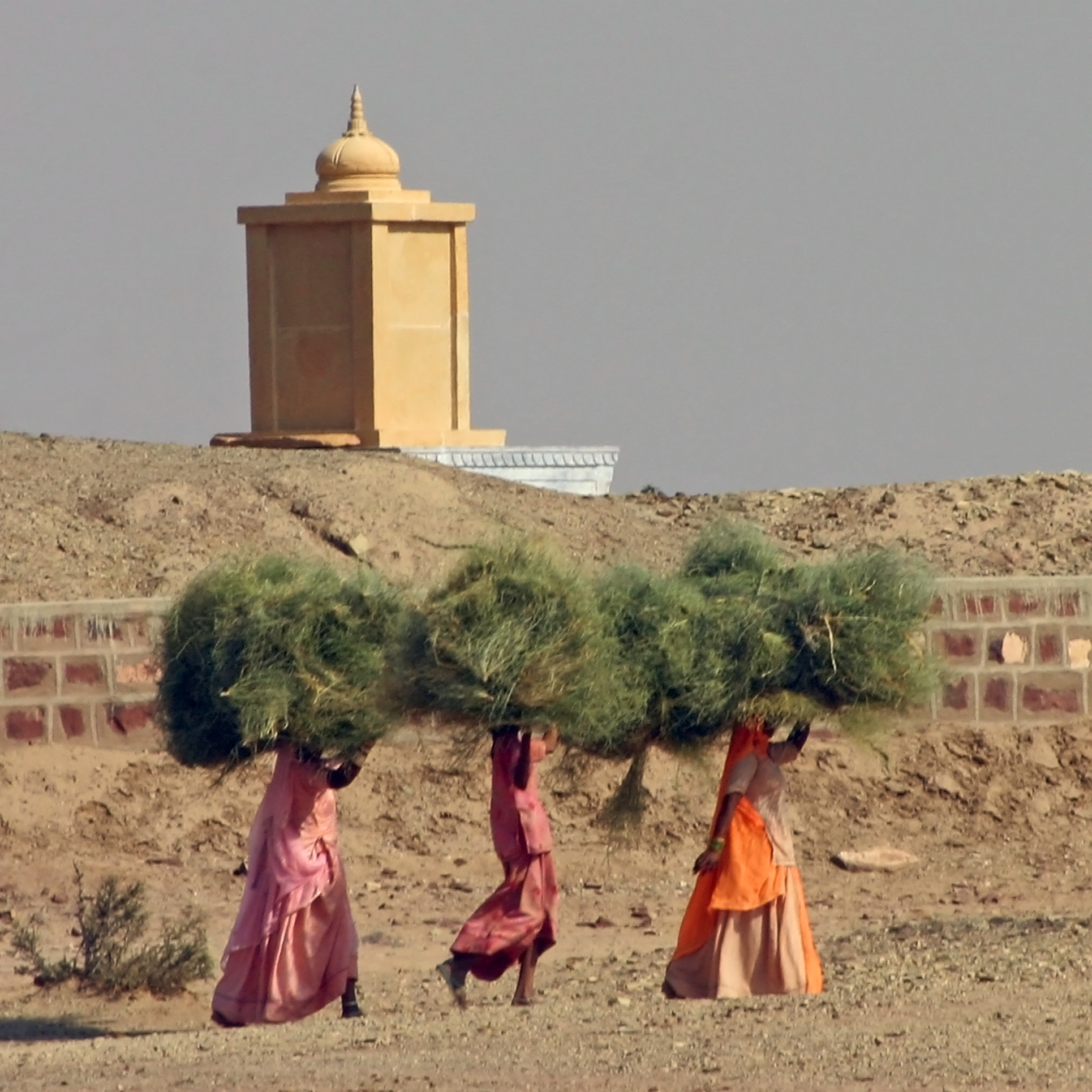
Женщины переносят траву для заготовки фуража, пустыня Тар

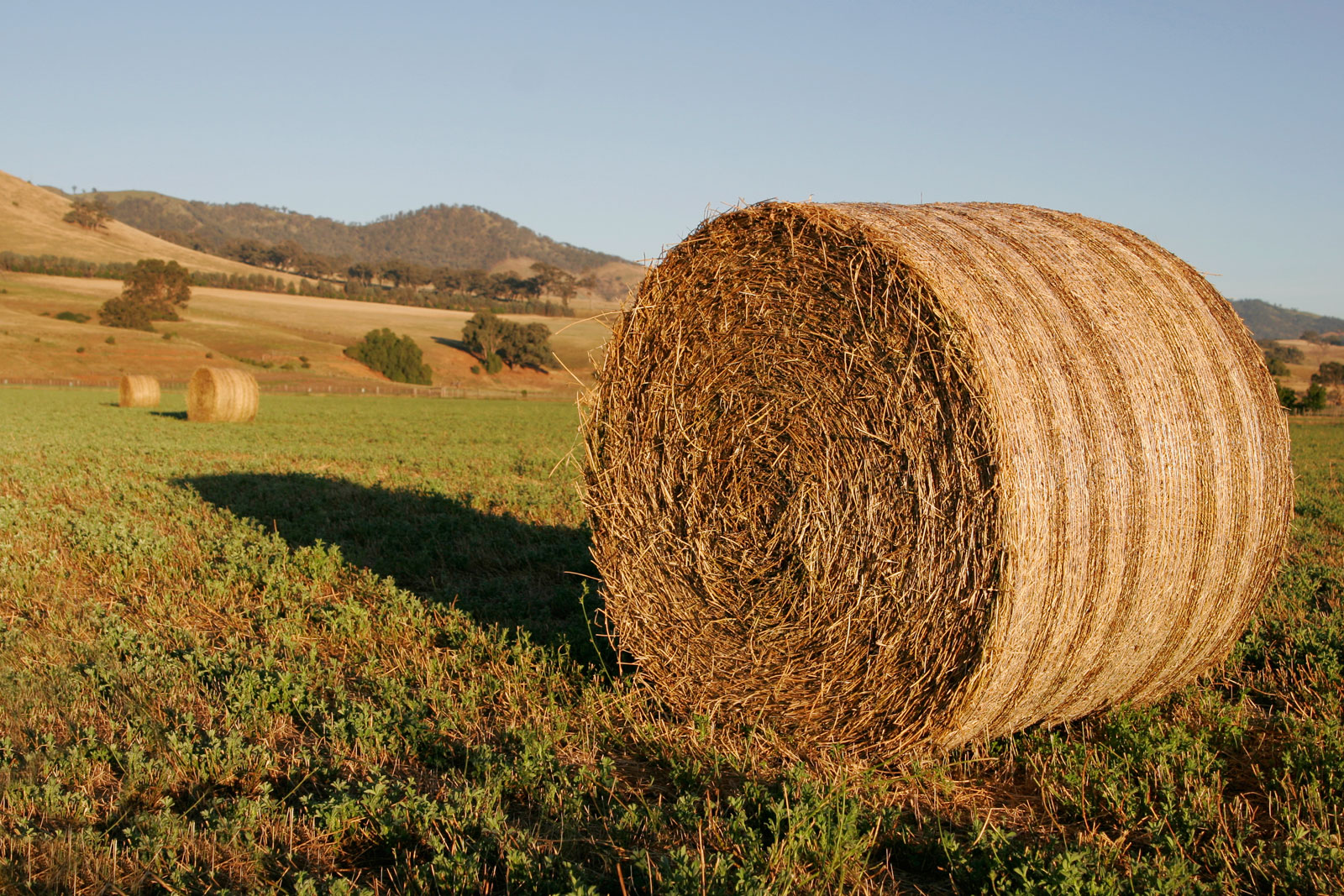
Рулон заготовленного сена

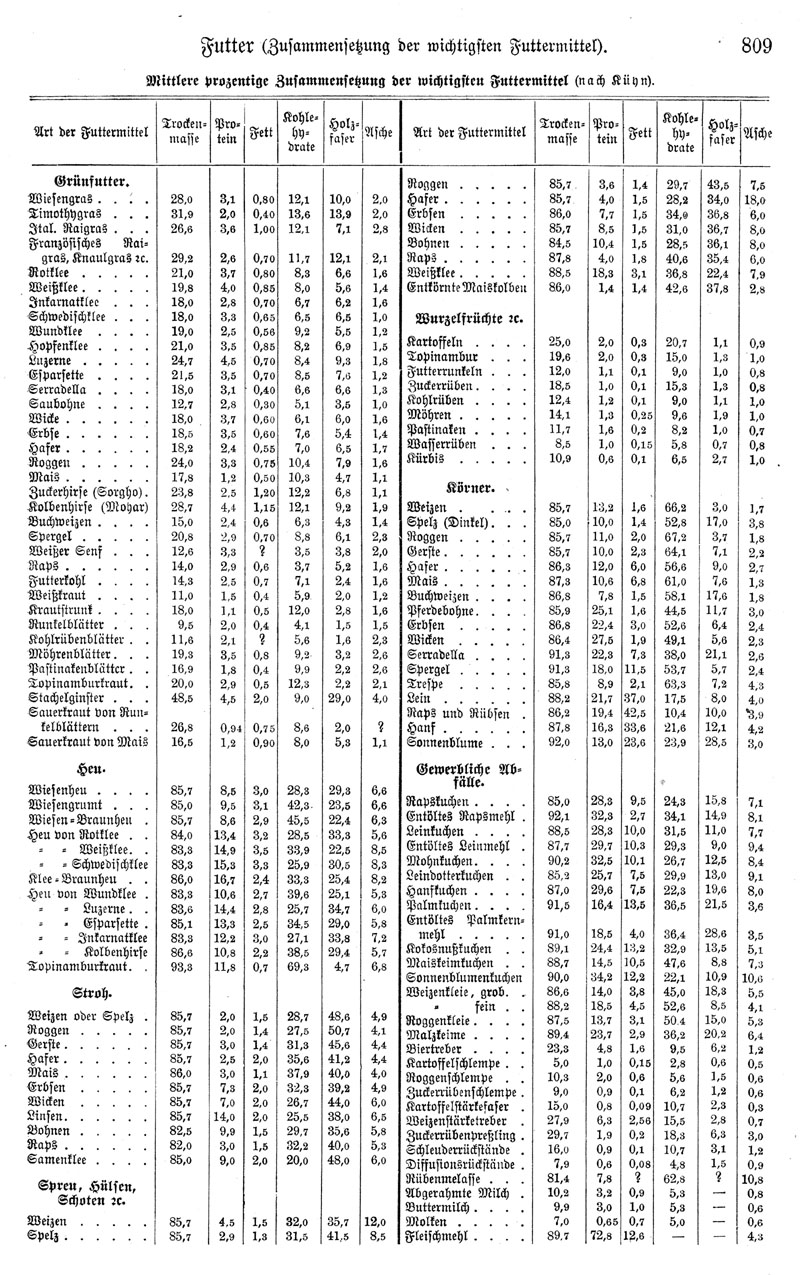
Среднее процентное соотношение основных видов фуража (по Кюну)

Фура́ж (фр. fourrage «корм») — корм для лошадей, растительный корм, предназначенный для питания животных (скота: коз, овец, свиней, уток, гусей, кроликов и прочего). 
Фураж обычно содержит обработанные вегетативные части растений (листья, стебли, иногда корни), за исключением плодов и семян. Фураж используется в свежем либо в специально обработанном для сохранности виде. Обрабатывают фураж в большинстве случаев сушкой.

## В военном деле
В военном деле, в прошлом, фураж — сухой корм для лошадей, овёс, сечка, сено — являлся важнейшим ресурсом для обеспечения успеха военных операций конницы и других родов войск, где массово использовались животные. В подразделениях должность нижнего чина заведующего фуражом — фуражи́р. В Вооружённых силах Российской империи существовало фуражное довольствие, на содержание собственных офицерских лошадей от казны Российской империи отпускался фураж на одну лошадь для каждого офицера.
Во время войны фураж в войска поставлялся через систему магазинов, а если магазины отставали от действующих войск или не справлялись со снабжением, то в войсках формировались так называемые фуражные команды, которые собирали корм для животных и другие жизненные припасы (в том числе продовольствие для войск) в населённых пунктах или в поле. Действия таких фуражных команд назывались фуражировкой. Фуражировка в местах, занятых противником, называлась форсированной и предпринималась только в крайних случаях и с сильным прикрытием.

## Зернофуражные культуры
К зернофуражным культурам относят:
- злаки: тритикале,  овёс, ячмень, кукуруза, сорго, чумиза и другие;
- бобовые: горох, люпин, вика и другие.

## Методы сохранения кормов
Чтобы удовлетворить потребности животных в любой сезон, необходимо сохранять корм. Главным образом используются следующие три метода:
- естественная сушка, которая позволяет произвести сено;
- обезвоживание — удаление воды из размолотых растений. В результате получается упакованный гранулированный фураж;
- силосование — влажный способ сохранения фуража, основанный на кислом подконтрольном брожении. Влажный фураж плотно сжимают в силосных башнях или прессуют блоками. При силосовании возможен риск накопления токсинов, вредных грибков или бактерий; также имеется риск ботулизма, когда тела мышей, птиц или других животных остались в растительной массе. Мелкая свинцовая дробь также может существенно увеличить токсичность фуража, растворившись в нём во время силосования.

Солома, побочный продукт культур злаков, также может быть использована как фураж для питания крупного рогатого скота в периоды отсутствия другого корма. Этот малопитательный продукт часто размешивают с другими кормами для улучшения аппетита скота.